# Tour de Utah de 2014
A 10.ª edição do Tour de Utah (chamado oficialmente: The Larry H.miller Tour of Utah), disputou-se desde 4 a 10 de agosto de 2014.
Contou com sete etapas, uma mais que em anos anteriores e começou em Cedar City, finalizando Park City depois de 1 212,8 km de percurso. Teve dois finais em alto, nas estações de esqui Powder Mountain (4.ª etapa) e Snowbird (6.ª), ambas de categoria especial.
Por quarta vez esteve incluída no calendário internacional americano, sendo a 24.ª corrida do UCI America Tour de 2013-2014.
O vencedor foi por segundo ano consecutivo o estado-unidense Tom Danielson do Garmin Sharp, quem ademais ganhou uma etapa. Acompanharam-no no pódio Chris Horner e Winner Anacona, ambos do Lampre-Merida.
Nas classificações secundárias impuseram-se Jure Kocjan (pontos), Joey Rosskopf (montanha), Dylan Teuns (jovens) e Lampre-Merida (equipas),

## Equipas participantes
Tomaram parte da corrida 16 equipas, sendo 6 de categoria UCI ProTeam, 3 de categoria Profissionais Continentais e 7 de categoria Continentais. Os conjuntos estiveram integrados por 8 ciclistas (exceto o Garmin Sharp, Cannondale, Funvic e Jelly Belly-Maxxis que o fizeram com 7; e o Novo Nordisk que o fez com 6), formando assim um pelotão de 122 corredores, dos que finalizaram 92.
| Equipa                                  | Cód. UCI | Categoria                |
| --------------------------------------- | -------- | ------------------------ |
| Garmin Sharp                            | GRS      | UCI ProTeam              |
| BMC Racing Team                         | BMC      | UCI ProTeam              |
| Trek Factory Racing                     | TFR      | UCI ProTeam              |
| Cannondale                              | CAN      | UCI ProTeam              |
| Belkin-Pro Cycling Team                 | BEL      | UCI ProTeam              |
| Lampre-Merida                           | BEL      | UCI ProTeam              |
| UnitedHealthcare Pro Cycling Team       | UHC      | Profissional Continental |
| Drapac Professional Cycling             | DPC      | Profissional Continental |
| Team Novo Nordisk                       | TNN      | Profissional Continental |
| Team Smartstop                          | SSC      | Continental              |
| Optum-Kelly Benefit Strategies          | OPM      | Continental              |
| Bissell Development Team                | BDT      | Continental              |
| Funvic Brasilinvest-São José dos Campos | FUN      | Continental              |
| Jamis-Hagens Berman                     | JSH      | Continental              |
| Hincapie Sportswear Development Team    | HSD      | Continental              |
| Jelly Belly presented by Maxxis         | JBC      | Continental              |

## Etapas
| Etapa | Data         | Percorrido                               | km    | Vencedor       | Líder          |
| 1.ª   | 4 de agosto  | Cedar City-Cedar City                    | 182,6 | Moreno Hofland | Moreno Hofland |
| 2.ª   | 5 de agosto  | Panguitch-Torrey                         | 210,3 | Michael Schär  | Jure Kocjan    |
| 3.ª   | 6 de agosto  | Lehi-Miller Motorsports Park             | 190,3 | Moreno Hofland | Jure Kocjan    |
| 4.ª   | 7 de agosto  | Ogden-Powder Mountain                    | 168,5 | Tom Danielson  | Tom Danielson  |
| 5.ª   | 8 de agosto  | Evanston-Kamas                           | 163,1 | Eric Young     | Tom Danielson  |
| 6.ª   | 9 de agosto  | Salt Lake City-Estação de esqui Snowbird | 172,5 | Cadel Evans    | Tom Danielson  |
| 7.ª   | 10 de agosto | Park City-Park City                      | 125,5 | Cadel Evans    | Tom Danielson  |

## Classificações

### Classificação geral
| Posição | Ciclista        | Equipa                         | Tempo            |
| ------- | --------------- | ------------------------------ | ---------------- |
|         | Tom Danielson   | Garmin Sharp                   | 30 h 18 min 04 s |
| 2.º     | Chris Horner    | Lampre-Merida                  | a 52 s           |
| 3.º     | Winner Anacona  | Lampre-Merida                  | a 1 min 43 s     |
| 4.º     | Ben Hermans     | BMC Racing                     | a 1 min 46 s     |
| 5.º     | Wilco Kelderman | Belkin                         | a 1 min 49 s     |
| 6.º     | Cadel Evans     | BMC                            | a 2 min 14 s     |
| 7.º     | Carter Jones    | Optum-Kelly Benefit Strategies | a 2 min 57 s     |
| 8.º     | Alex Diniz      | Funvic                         | a 3 min 48 s     |
| 9.º     | George Bennett  | Cannondale                     | a 4 min 00 s     |
| 10.º    | Lachlan Norris  | Drapac                         | a 4 min 59 s     |

### Classificação por pontos
| Posição | Ciclista      | Equipa           | Pontos |
| ------- | ------------- | ---------------- | ------ |
|         | Jure Kocjan   | Smartstop        | 46     |
| 2.º     | Kiel Reijnen  | UnitedHealthcare | 35     |
| 3.º     | Michael Schär | BMC              | 21     |

### Classificação da montanha
| Posição | Ciclista        | Equipa              | Pontos |
| ------- | --------------- | ------------------- | ------ |
|         | Joey Rosskopf   | Hincapie Sportswear | 50     |
| 2.º     | Robin Carpenter | Hincapie Sportswear | 38     |
| 3.º     | Tom Danielson   | Garmin Sharp        | 33     |

### Classificação dos jovens
| Posição | Ciclista         | Equipa              | Pontos           |
| ------- | ---------------- | ------------------- | ---------------- |
|         | Dylan Teuns      | BMC                 | 30 h 28 min 07 s |
| 2.º     | Clement Chevrier | Trek Factory Racing | a 14 s           |
| 3.º     | Dion Smith       | Hincapie Sportswear | a 16 min 15 s    |

### Classificação por equipas
| Posição | Equipa              | Tempo            |
| ------- | ------------------- | ---------------- |
|         | Lampre-Merida       | 91 h 03 min 59 s |
| 2.º     | BMC Racing          | a 2 min 08 s     |
| 3.º     | Trek Factory Racing | a 17 min 32 s    |
| 4.º     | Hincapie Sportswear | a 32 min 24 s    |
| 5.º     | Jamis-Hagens Berman | a 54 min 07 s    |

## Evolução das classificações
| Etapa (Vencedor)           | Classificação geral | Classificação por pontos | Classificação da montanha | Classificação dos jovens | Classificação por equipas | Prêmio da combatividade |
| -------------------------- | ------------------- | ------------------------ | ------------------------- | ------------------------ | ------------------------- | ----------------------- |
| 1.ª etapa (Moreno Hofland) | Moreno Hofland      | Moreno Hofland           | Robin Carpenter           | Rick Zabel               | BMC                       | Matej Mohorič           |
| 2.ª etapa (Michael Schär)  | Jure Kocjan         | Jure Kocjan              | Joey Rosskopf             | Tanner Putt              | BMC                       | Michael Schär           |
| 3.ª etapa (Moreno Hofland) | Jure Kocjan         | Moreno Hofland           | Robin Carpenter           | Robin Carpenter          | BMC                       | Daniel Summerhill       |
| 4.ª etapa (Tom Danielson)  | Tom Danielson       | Moreno Hofland           | Robin Carpenter           | Clement Chevrier         | Lampre-Merida             | Alex Diniz              |
| 5.ª etapa (Eric Young)     | Tom Danielson       | Jure Kocjan              | Robin Carpenter           | Clement Chevrier         | Lampre-Merida             | Jeff Louder             |
| 6.ª etapa (Cadel Evans)    | Tom Danielson       | Jure Kocjan              | Joey Rosskopf             | Clement Chevrier         | Lampre-Merida             | Jeff Louder             |
| 7.ª etapa (Cadel Evans)    | Tom Danielson       | Jure Kocjan              | Joey Rosskopf             | Dylan Teuns              | Lampre-Merida             | Winner Anacona          |
| Final                      | Tom Danielson       | Jure Kocjan              | Joey Rosskopf             | Dylan Teuns              | Lampre-Merida             |                         |